# Laos na Mistrzostwach Świata w Lekkoatletyce 2017
Laos na Mistrzostwach Świata w Lekkoatletyce 2017 – reprezentacja Laosu podczas Mistrzostw Świata w Londynie liczyła   zawodnika, który nie zdobył medalu.

## Rezultaty
| Zawodnik       | Konkurencja                | Eliminacje | Eliminacje | Półfinał | Półfinał | Finał    | Finał   |
| Zawodnik       | Konkurencja                | Rezultat   | Pozycja    | Rezultat | Pozycja  | Rezultat | Pozycja |
| -------------- | -------------------------- | ---------- | ---------- | -------- | -------- | -------- | ------- |
| Xaysa Anousone | Bieg na 110 m przez płotki | 14,55      | 39         | NQ       | NQ       | NQ       | NQ      |